# Ступница
Ступница (укр. Ступниця) — село в Дрогобычской городской общине Дрогобычского района Львовской области Украины.
Одно из старейших поселений Галиции: на территории села находится древнерусское городище X—XI вв. площадью 14 га. Раскопки на территории не проводились, однако геомагнитная съёмка указывает на присутствие следов четырёх зданий. По документам село известно с 1377 года, когда князь Владислав Опольчик пожаловал его валашскому воеводе Джурдже.
Население по переписи 2001 года составляло 553 человека. Занимает площадь 24 км². Почтовый индекс — 82123. Телефонный код — 3244.